# تشونغدام دونغ
تشيونجدام دونغ (هانغل: 청담동; هانجا: 淸潭洞) هو أحد نواحي حي كانغنام في سول بكوريا الجنوبية. يشتهر في كوريا الجنوبية بأنه حي ثري يسكنه عدد كبير من الأفراد ذوي الدخل المرتفع. والمنطقة معروفة أيضاً بأنها منطقة تسوق فاخر، حيث يطلق على شارع التسوق الرئيسي «شارع تشيونجدام فاشون».